# Asclepias physocarpa
Espèce
Classification APG II (2003)
Synonymes
- Asclepias brasiliensis (E.Fourn.) Schltr.
- Gomphocarpus physocarpa E.Mey.
- Gomphocarpus brasiliensis E.Fourn.

Asclepias physocarpa, ou « Arbre à ballons » est une espèce de plante ornementale de la famille des Apocynaceae. Elle est aussi connue sous les noms d’arbre à soie ou arbre à papillons.
C'est une plante hôte pour les chenilles des papillons du genre Danaus, dont le Petit monarque. Les anglophones le nomment  balloonplant, balloon cotton-bush, bishop's balls ou swan plant. La plante est originaire de l'Afrique du sud, mais elle a été largement naturalisée. Elle est souvent utilisée comme plante ornementale. Le nom "Arbre à ballons" est une allusion aux follicules gonflés qui sont remplis de graines.

## Description

### Écologie et habitat
C’est un sous-arbrisseaux buissonnant d'environ un mètre de haut, fleurissant en saison chaude. La plante préfère une humidité modérée, des sols sableux, ainsi qu'un sol bien drainé et en plein soleil. Elle supporte les climats tempérés (jusqu’à −7 °C).
L'Arbre à ballon est très répandu en Afrique du Sud, dans les provinces du Cap occidental, Cap oriental, KwaZulu, Mpumalanga, Gauteng, Limpopo, ainsi que dans le Swaziland, le Botswana, le Zimbabwe et le Mozambique et le nord du Kenya. On la trouve de plus en plus dans les prairies et en brousse, souvent le long des routes et dans les zones perturbées, de la côte à 900 m au-dessus du niveau de la mer.
- Floraison : de juillet à novembre dans l'hémisphère nord.
- Pollinisation : entomogame
- Dissémination : anémochorie

### Morphologie générale et végétative
Asclepias physocarpa est un arbuste au port érigé de 50 cm à 1 m de haut. Les branches sont vert pâle jaunâtre et creuses. Les feuilles sont vert clair, opposées, et étroitement oblongues à lancéolées.

### Morphologie florale
Les fleurs de l'Asclepias physocarpa ont une structure complexe. Les pétales sont fortement courbés vers l'arrière. Le centre de la fleur est en forme de couronne, composé de cinq lobes en sachet qui se développent à partir des pétales. Les pétales sont blancs et la couronne est rose ou violette. La couronne entoure les structures mâles (étamines) et femelles (carpelles). Les filaments des étamines sont fusionnés pour former une colonne staminale qui entoure la partie femelle. La partie femelle est constituée de deux carpelles libres, dont les pointes sont unies et élargies pour former le stigmate. Les anthères sont basifixes.

### Fruit et graines
Les fleurs sont suivies par de gros fruits sphériques gonflés couverts d'épines molles, libérant par fractionnement de nombreuses graines, chacune avec une touffe de longs poils soyeux attachés à une extrémité.

## L'arbre à Papillon
L'Arbre à ballon est pollinisé par plusieurs espèces d’insectes au moment de sa floraison. Mais elle est surtout connue car elle sert de nourriture quasi-exclusive à la larve du Petit monarque (Danaus chrysippus), un papillon de couleur orange et noire vivant en Afrique et en Europe du Sud très semblable au fameux Monarque nord-américain (Danaus plexippus). Des alcaloïdes toxiques contenus dans cette plante rendent la chenille et le papillon toxiques, les protégeant des prédateurs qui voudraient les dévorer.

## Protection
Cette plante n'est pas menacée.

## Galerie

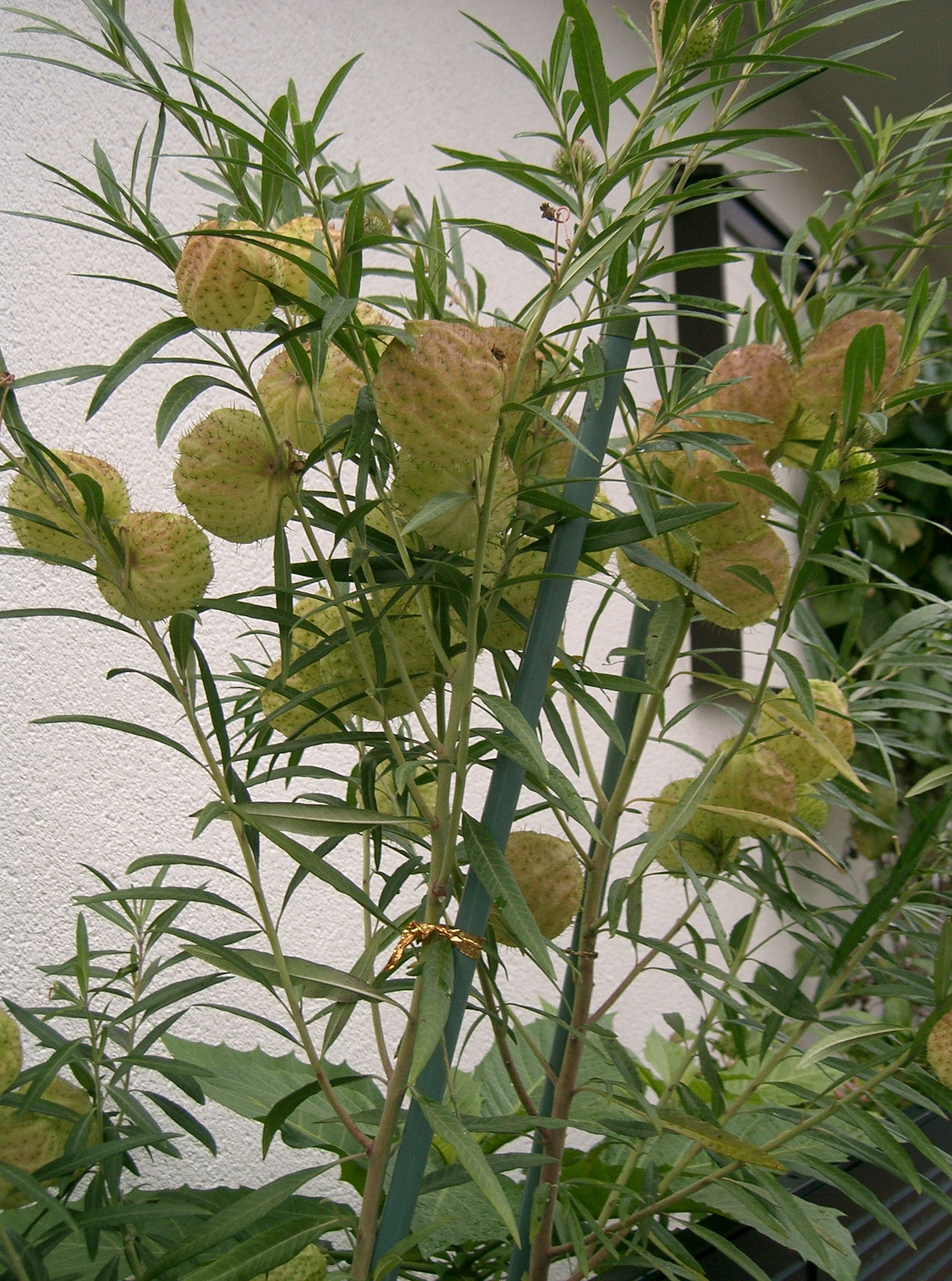
Vue d'ensemble de la plante.
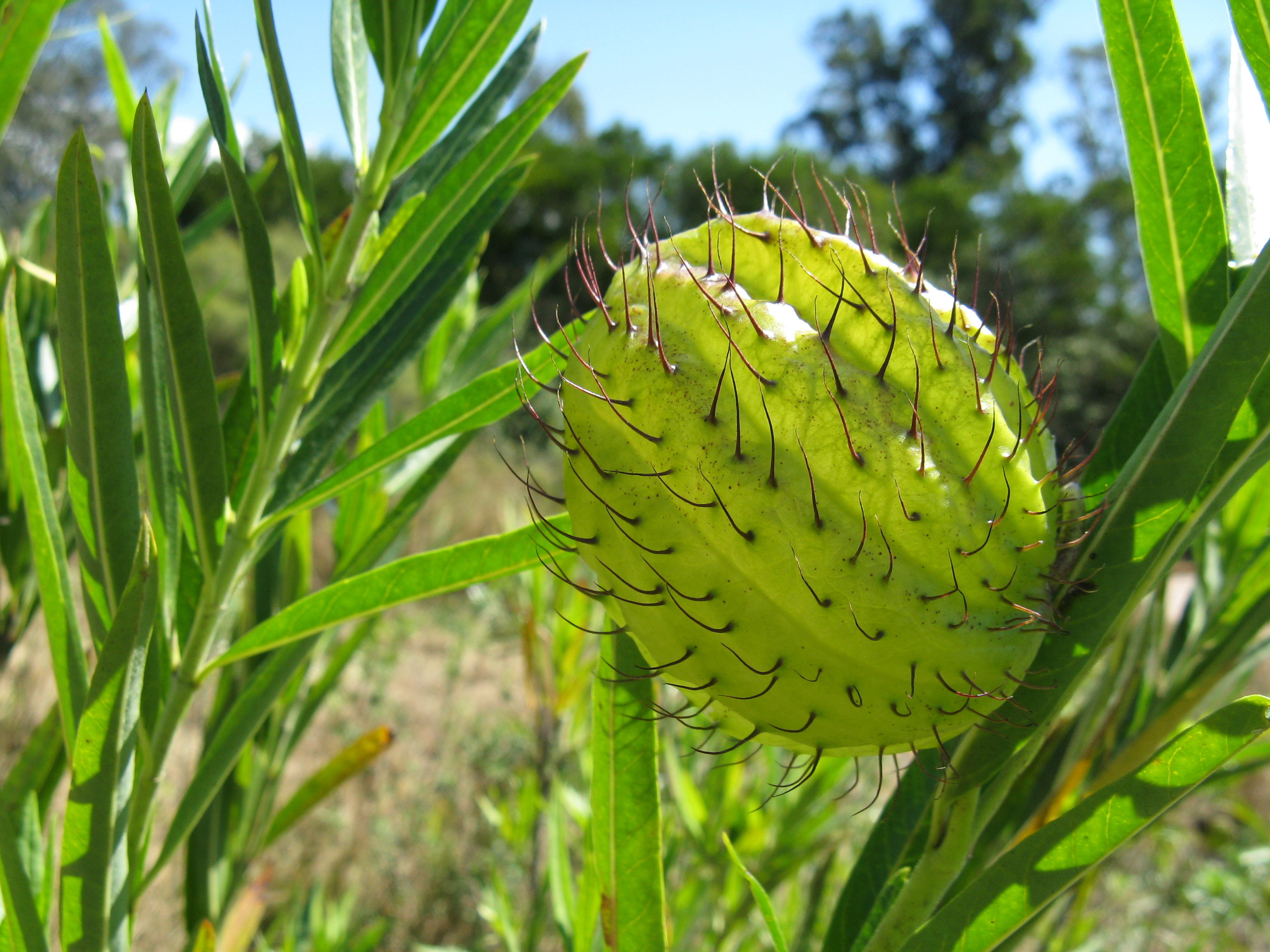
Le ballon porteur des graines.
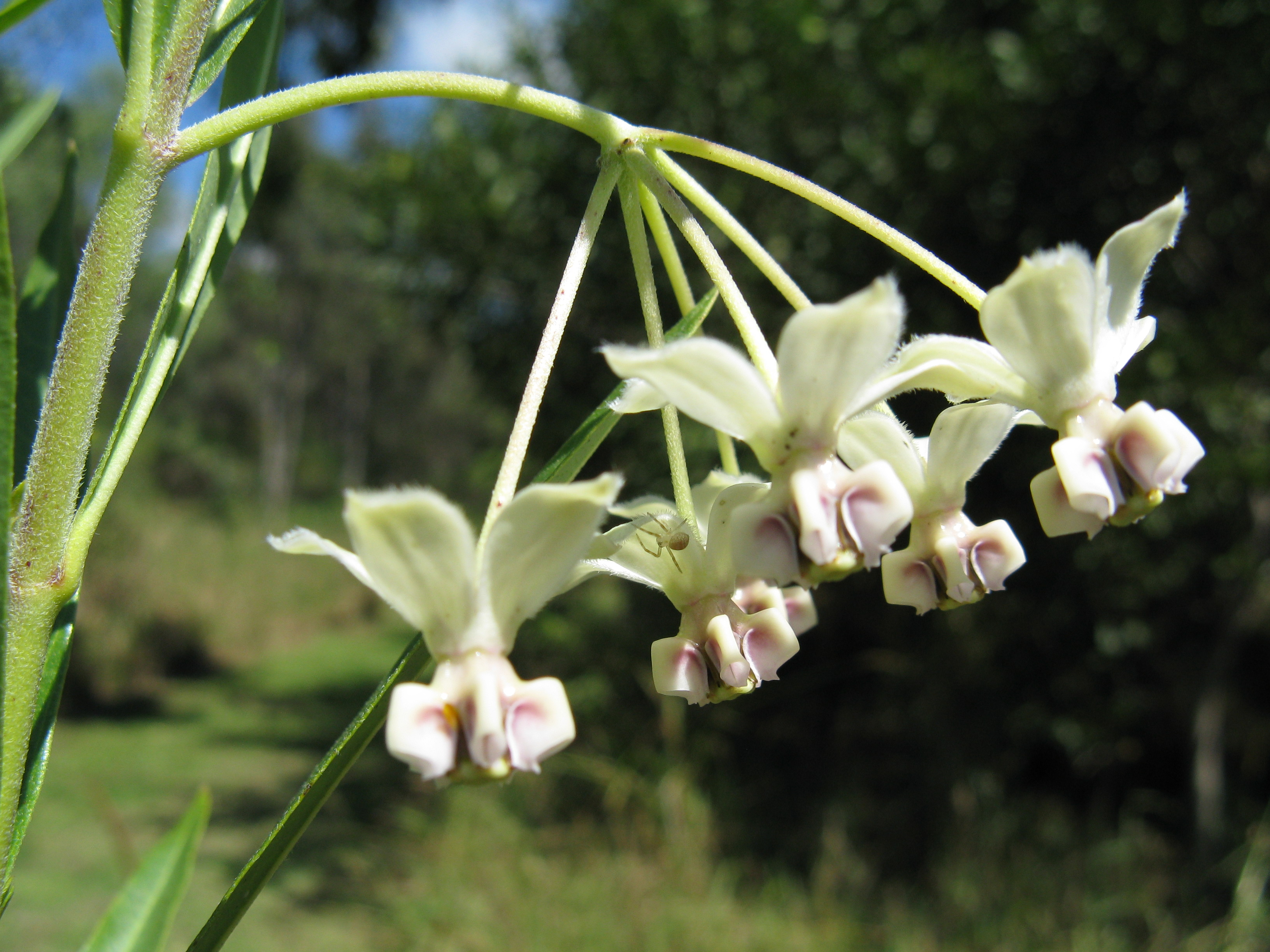
Les fleurs.
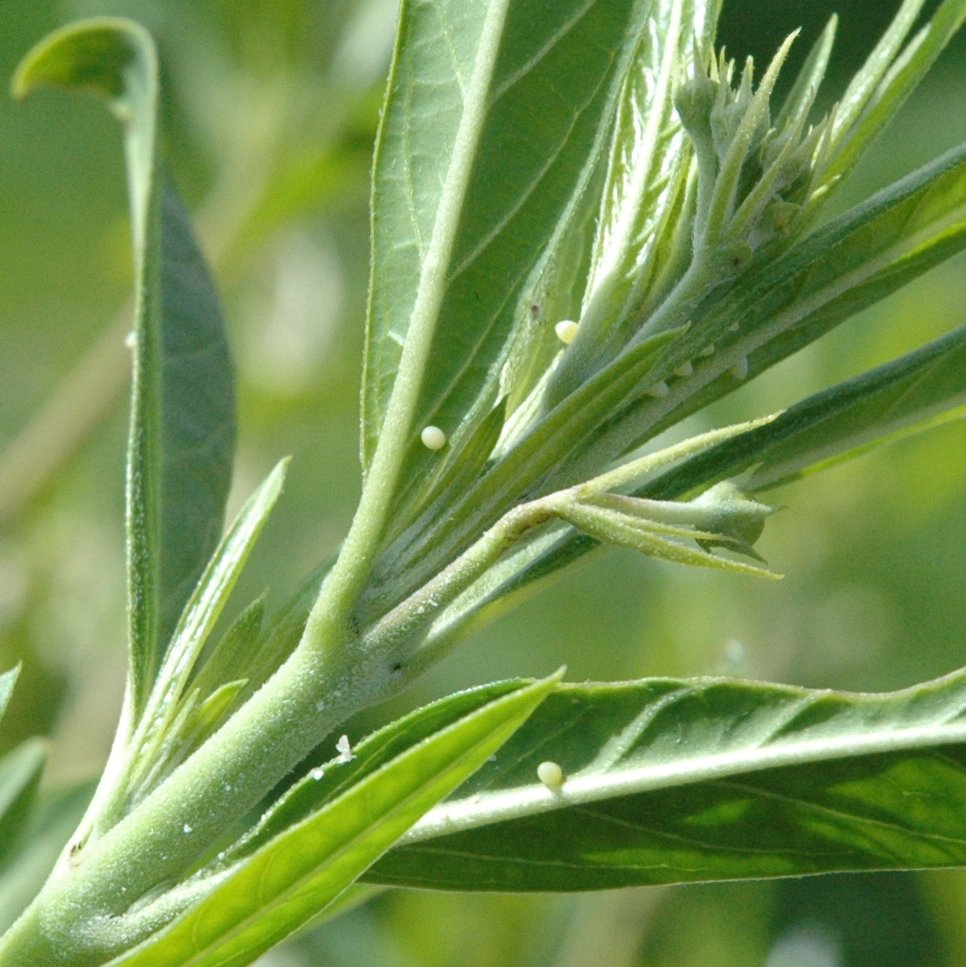
Les feuilles avec des œufs de papillon monarque
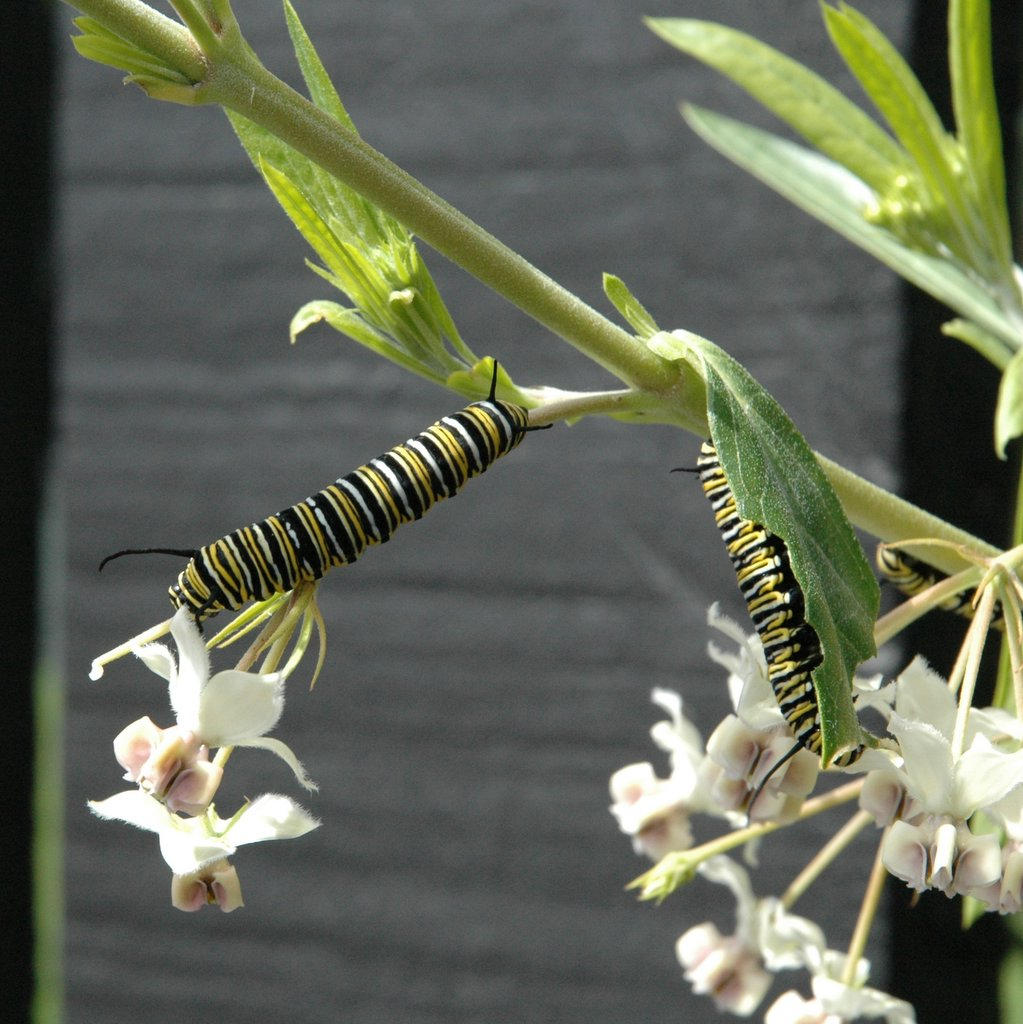
Chenilles de papillon monarque